# Crithagra xanthopygia
Crithagra xanthopygia é uma espécie de ave da família Fringillidae.
Pode ser encontrada nos seguintes países: Eritreia e Etiópia.
Os seus habitats naturais são: matagal árido tropical ou subtropical.